# Mvila
 (juillet 2022).
Si vous disposez d'ouvrages ou d'articles de référence ou si vous connaissez des sites web de qualité traitant du thème abordé ici, merci de compléter l'article en donnant les références utiles à sa vérifiabilité et en les liant à la section « Notes et références ».
La Mvila est un département du Cameroun situé dans la région du Sud. Son chef-lieu est Ebolowa.

## Organisation administrative
Le département est découpé en 8 arrondissements et/ou communes :
| COG    | Communes     | Chef-lieu    | Superficie (km²) | Population (2005) |
| ------ | ------------ | ------------ | ---------------- | ----------------- |
| SU0104 | Biwong-Bane  | Biwong-Bane  | 458              | 13 151            |
| SU0106 | Biwong-Bulu  | Biwong-Bulu  | 978              | 12 867            |
| SU0101 | Ebolowa Ier  | Ebolowa-Si   | 735              | 40 538            |
| SU0108 | Ebolowa IIe  | Angalé       | 1 995            | 55 957            |
| SU0107 | Efoulan      | Efoulan      | 856              | 8 905             |
| SU0105 | Mengong      | Mengong      | 886              | 17 222            |
| SU0103 | Mvangan      | Mvangan      | 2 079            | 16 114            |
| SU0102 | Ngoulemakong | Ngoulemakong | 690              | 14 675            |

## Préfet
Mr Mvogo Cylliac

## Personnalités
Mebenga Mebono dit Martin-Paul Samba,Jerome Owono Mimboe, Jean-Marc Ela, Jean Mfoulou, Charles Assa'ale, Samuel Jeremy Engolo Bekang, Désiré Engo, Georges Seba, Josué Mvondo Eto, Isabelle Bassong, Louis-Paul Eyamo Mvondo, Jean-Michel Eba, Jean-Noël Eba Kane, Jérémie Angounou Mvele, Jacques Fame Ndongo, André-Marie Mvomo Mvondo, Joseph Zambo, Mbarga Mezang, Ferdinand Oyono, Marguerite Balla Nyimi, Charles Assale, Bernadette Mbarga, Dr akoulouze Richard ,Owono Guy Fridolin, Mbarga Owono Emile, Abel Yinga, Minsili Eba Thomas, Mveng Ela francis, Eto Olou'ou Maguy Solange,Oyono Adams Daniel

### Sources
- Décret n°2007/115 du 13 avril 2007 et décret n°2007/117 du 24 avril 2007